# Synema nangoku
Synema nangoku är en spindelart som beskrevs av Ono 2002. Synema nangoku ingår i släktet Synema och familjen krabbspindlar. Inga underarter finns listade i Catalogue of Life.